# Denton (Maryland)
Denton es un pueblo ubicado en el condado de Caroline, en el estado estadounidense de Maryland. Denton también es la sede del condado. En el año 2010 tenía una población de 4418 habitantes y una densidad poblacional de 659,4 personas por km².

## Geografía
Denton se encuentra ubicado en las coordenadas 38°53′2″N 75°49′36″O / 38.88389, -75.82667.

## Demografía
Según la Oficina del Censo en 2000 los ingresos medios por hogar en la localidad eran de $59.835 y los ingresos medios por familia eran $62.788. Los hombres tenían unos ingresos medios de $33.750 frente a los $30.625 para las mujeres. La renta per cápita para la localidad era de $21.767. Alrededor del 5.2% de la población estaba por debajo del umbral de pobreza.